# Sestercius

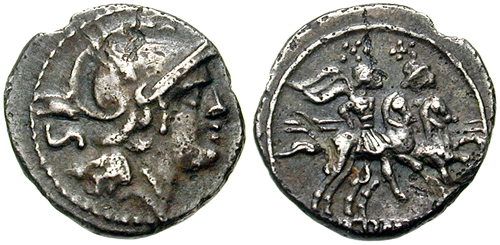
Sestercius s Dioskúry

Sestercius (latinsky sestertius) byla starověká římská mince. Během římské republiky to byla cenná stříbrná mince, která byla používána jen zřídka. V době principátu byla větší, ne tak cenná a ražená z bronzu nebo z mědi.
Název samotný vznikl spojením slov „semis“ (latinsky půl) a „tertius“ (třetí) a znamenal doslova „polovina třetího“ , tedy 2 a ½ – hodnota mince v assech.

## Dějiny
Sestercius se poprvé objevuje kolem roku 211 př. n. l. jako malá stříbrná mince, jejíž hodnota byla jedna čtvrtina denáru. Stříbrný denár vážil zhruba 4,5 gramu a jeho hodnota byla desetkrát vyšší než hodnota asu. Přestože byla později hodnota denáru změněna na 16 asů, poměr mezi denárem a sesterciem se nezměnil.
Přibližně v roce 23 př. n. l. byl sestercius Augustovou měnovou reformou změněn na větší bronzovou minci. Jako jedno z nejběžnějších platidel byl sestercius používán až do konce třetího století. Většina jich byla vyražena v mincovně v Římě, ale od roku 64 až do roku 79 byly raženy v Lugdunu (dnešní Lyon).
Sestercius vážil zhruba 25–28 gramů, v průměru měl 32–34 mm s tloušťkou přibližně 4 mm. Velmi důležitý byl pro Římany rozdíl mezi bronzem a mosazí. Mosaz nazývali orichalcum a hodnota tohoto kovu byla dvakrát nižší než hodnota bronzu.
Sestercie byly hojně používány až do 3. století, avšak neustále se zhoršovala kvalita kovu, z kterého byly raženy. Pozdní císaři dávali často roztavit staré mince a nechávali z nich vyrazit nové. To však kvůli tomu, že zinek má nižší teplotu tání než měď, postupně vedlo k vytrácení se zinku ze slitiny. Ten byl proto nahrazován bronzem či dokonce olovem. Sestercie z pozdního období jsou proto tmavší a mají hrubší povrch.
Postupný vzrůst inflace, způsobený znehodnocováním stříbrné měny, zapříčinil, že se hodnota sesterciů a menších mincí stále snižovala. Zatímco v prvním století byl nejběžnější drobnou mincí dupondius, mající poloviční hodnotu než sestercius, ve století druhém už se naopak sestercius dostává na jeho místo. Postupem doby se do dříve stříbrných mincí míchalo stále více bronzu a mědi a jejich hodnota stabilně klesala. Jedny z posledních sesterciů dal vyrazit císař Aurelianus. V té době se již hojně používali dvousestercie, ražené od doby Traiana Decia. Poté byly sestercie staženy z oběhu, aby z nich mohly být vyrobeny nové mince – antoniány a během čtvrtého století zmizely z oběhu i poslední exempláře.

## Početní jednotka
Sestercius byl také často používán jako základní jednotka množství. Velké částky byly zaznamenávány v „sestertia milia“ (tisících sesterciů), přičemž „milia“ byla často vypouštěno. Majetek výjimečně bohatého politika a vojevůdce pozdní římské republiky, Crassa, se odhadoval na 200 milionů sesterciů.
Záznamy v Pompejích ukazují otroka, který byl prodán za 6252 sesterciů. Pro srovnání, běžný plat legionáře byl v prvním století 900 sesterciů ročně, což po odečtení nákladů na stravu a výzbroj znamenalo, že legionář žil ze zhruba 1,5 sestercie na den, což by byl v dnešní měně ekvivalent zhruba 800 Kč.[zdroj⁠?!]

## Sběratelská hodnota
Sestercie jsou numismatiky vysoce ceněny, neboť díky jejich velikosti jsou portréty císařů poměrně detailní. Jedny z nejcennějších jsou sestercie z let 64–68, jelikož portréty Nerona patří k nejpovedenějším vůbec. Série, vyražené Hadrianem (117–138) zaznamenávající jeho tažení po Evropě, zase brilantně vykreslují Římskou říši na vrcholu svých sil.
Výjimečně kvalitní exempláře mohou stát až několik tisíc dolarů. Avšak díky extrémnímu množství, v jakém byly raženy, se jich zachovalo velmi mnoho, a proto je jejich cena ve srovnání s jinými římskými mincemi relativně nízká.